# Xzibit
Xzibit (vars riktiga namn är Alvin Joiner), född 18 september 1974 i Detroit, Michigan, är en amerikansk hiphopartist och skådespelare.

## Tidigt liv
Xzibit flyttade till Albuquerque med sin far när han var 10 år gammal. Hans mor avled när han var nio år. Vid 17 års ålder flyttade han till Los Angeles. Den 15 maj 2008 fick Xzibit en för tidigt född son som dog 11 dagar senare.

## Karriär
I Los Angeles träffade Xzibit en skivbolagsproducent och spelade in sin första CD At the Speed of Life. Därefter spelade han in 40 Dayz & 40 Nightz, men det var inte förrän med sin tredje CD, Restless, som han verkligen slog igenom. Albumet producerades av Dr. Dre.
Restless sålde platinum och Xzibit släppte därefter två skivor till, Man vs. Machine, Weapons of Mass Destruction och sitt senaste album, Full Circle .
Xzibit var 2004-2007 programledare för den amerikanska versionen av det populära tv-programmet Pimp My Ride.

## Diskografi
- At the Speed of Life (1996)
- 40 Dayz & 40 Nightz (1998)
- Restless (2000) - platinum
- Man Vs. Machine (2002) - guld
- Weapons of Mass Destruction (2004) - guld
- Full Circle (2006)
- Napalm (2012)

## Filmografi (urval)
- 2012 – The raid on Osama Bin Laden som "Mule"
- 2009 – American Violet som Darrell Hughes
- 2008 – Arkiv X: I Want to Believe som "Mosley Drummy, agent"
- 2006 – Gridiron Gang som "Malcolm Moore"
- 2005 – Derailed som "Dexter"
- 2005 – Sanningen om Rödluvan som "Chief Grizzly" (röst)
- 2005 – xXx 2 - The Next Level som "Zeke"
- 2004-2007 - Pimp My Ride (värd för TV-program)

- 2004 - CSI: Miami som Dwayne "10-Large" Jackman2004 – Full Clip som "Duncan"
- 2002 – 8 Mile som freestyle-rappare på Detroits stålfabrik

## Annat
År 2004 gjorde han rösten för vaktchefen Abbot i The Chronicles of Riddick: Escape from Butcher Bay, spelade in rösten i NFL Street 2 och gjorde sin egen röst i Def Jam: Fight for NY.